# Pawieł Fiłonow

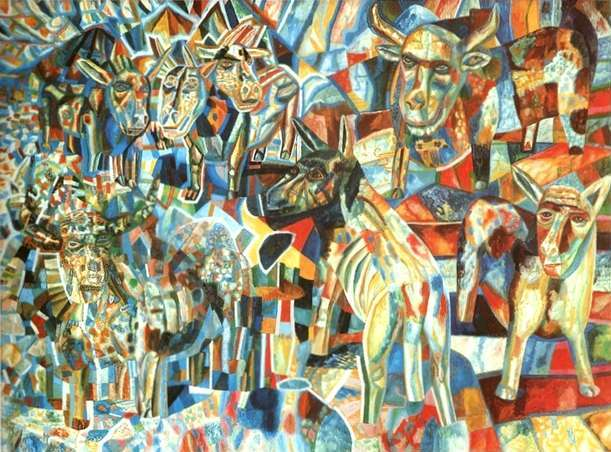
P.N. Fiłonow, Zwierzęta, olej na papierze

Pawieł Nikołajewicz Fiłonow, ros. Павел Николаевич Филонов (ur. 27 grudnia 1882?/8 stycznia 1883 w Moskwie, zm. 3 grudnia 1941 z głodu w czasie blokady Leningradu) – rosyjski i radziecki malarz i grafik, twórca kierunku sztuka analityczna i założyciel wraz z uczniami grupy Mistrzowie Sztuki Analitycznej.

## Życiorys
Urodził się w ubogiej rodzinie: matka była praczką, ojciec dorożkarzem. Po przeniesieniu się rodziny do Petersburga w 1897 zaczął uczęszczać do klas rysunku Cesarskiego Towarzystwa Zachęty Sztuk. Od roku 1903 kształcił się w pracowni malarza Lwa Dmitriewa-Kaukaskiego. W latach 1905–1907 odbył podróż po rzece Wołdze, odwiedził Jerozolimę. W latach 1908–1910 studiował malarstwo na prawach wolnego słuchacza w szkole przy Akademii Sztuk Pięknych w Petersburgu. W latach 1910–1914 był członkiem grupy „Sojuz mołodioży”. W roku 1912 napisał pracę „Kanon i prawo” w której sformułował zasady sztuki analitycznej. Zwiedził Włochy i Francję. W roku 1913 stworzył scenografię do sztuki Majakowskiego „Władimir Majakowskij” w teatrze petersburskiego Lunaparku. Wtedy poznał Wielimira Chlebnikowa. Na jesieni 1916 został powołany do wojska i skierowany na front rumuński w stopniu szeregowca. Uczestniczył w rewolucji październikowej. W roku 1918 powrócił do Piotrogrodu i wziął udział w „Pierwszej wolnej wystawie dzieł artystów wszystkich kierunków” w Pałacu Zimowym. W roku 1922 Fiłonow usiłował zreformować wydziały malarstwa i rzeźby Akademii, lecz nie uzyskał poparcia władz. Nadal propagował „sztukę analityczną”, napisał „Deklarację rozkwitu światowego” – najważniejszy dokument tego kierunku sztuki. 
Stopniowo wokół artysty zaczynał narastać mur odosobnienia. Próbował stworzyć grupę „mistrzów sztuki analitycznej” («мастеров аналитического искусства» – МАИ), która wystawiła swoje obrazy w Domu Druku, i uczestniczyła w inscenizacji „Rewizora” Gogola. Później kierował grupą uczniów, która wykonała ilustracje do eposu „Kalevala”. Fiłonow nie otrzymywał wynagrodzenia za pracę dydaktyczną. Żył w nędzy, tworzył obrazy, uznane później za arcydzieła. Zmarł z głodu w oblężonym Leningradzie, został pochowany na cmentarzu serafimowskim.